# Ключищи (Татарстан)
Ключищи (тат. Ключищи) — село в Верхнеуслонском районе Татарстана. Входит в состав муниципального образования «Октябрьское сельское поселение».

## География
Село располагается на правом берегу Волги (Куйбышевское водохранилище), в 15 км южнее села Верхний Услон. На севере примыкает к селу Нижний Услон.

## История
Своё название получило от обилия родников и ключей, существующих до сих пор.
Село основано в конце XVI века, с 1860-х годов принадлежало маркизам Паулуччи.
По некоторым сведениям в храме Усекновения главы Иоанна Предтечи в юношеском возрасте пел Ф. И. Шаляпин.

## Население
Жители села традиционно занимались земледелием, садоводством, скотоводством, ломкой камня, кузнечным и красильно-набивным промыслами.

## Инфраструктура
Есть действующий кирпичный завод.
Храм Усекновения главы Иоанна Предтечи. 
С 2010 года в селе действует мечеть «Нур».

### Транспорт
Есть летняя пристань для пригородных теплоходов из Казани.

## Известные уроженцы
Д. М. Михайлова (Дарья Севастопольская) – первая сестра милосердия Российской Империи.
Р. Р. Тухватуллина – народная артистка Республики Татарстан.
Л. И.Куликова – экономист, доктор экономических наук, профессор, заслуженный экономист РТ.